# Julia Mengolini
Julia Mengolini (Bariloche, 2 de mayo de 1982) es una periodista argentina. Ha trabajado en radio y televisión en temas de actualidad política y social con un enfoque feminista, de justicia social y de análisis de la influencia de los medios y negocios en la sociedad.
Es reconocida como referente del movimiento feminista argentino y como cofundadora del medio digital alternativo Futurock.Es autora del libro Las caras del monstruo.

## Biografía
Nacida en Bariloche, hija de padre italiano y madre chilena. Estudió Derecho en la UBA  y periodismo en TEA. 
Trabajó en la Legislatura de la Ciudad de Buenos Aires y en el Consejo Nacional de las Mujeres. Su carrera como periodista se desarrolló en Radio Continental, Radio Nacional, Nacional Rock, Canal 9, Canal América, C5N y el diario Miradas al Sur. Como productora de radio se desempeñó desde 2006 en el programa Pase lo que pase en radio Continental.Asimismo, fue conductora del noticiero El diario en la señal C5N, junto a Pablo Duggan.
En 2016 fundó, junto a Federico Vázquez, Matías Messoulam y Sebastián Vázquez,Futurock FM, una radio on line que se financia con las aportaciones de sus oyentes, así como con otros proyectos vinculados, como una editorial o una taberna y que se ha convertido en referente de las radios independientes. En ella han participado figuras como Malena Pichot, Darío Sztajnszrajber, Juan Amorin,  Franco Bianco, Werner Pertot y Julián Kartún,entre otras. Durante 2023 fue una de las periodistas del panel de Duro de domar en C5N.
En el año 2024 publicó Las caras del monstruo, una novela en donde trata temas como la pandemia, el ascenso de la ultraderecha, las redes sociales digitales y su contaminación por los discursos del odio, el feminismo, la política actual y la memoria de Argentina.

## Vida personal
El 8 de mayo de 2019, en el sanatorio Anchorena, nació su primera hija, Rita Mengolini Vázquez, fruto de su relación con el periodista Federico Vázquez.Anteriormente, entre los años 2012 y 2013 fue pareja del músico, compositor, pianista, director de cine y cantante Fito Páez.
Aunque lejano, tenía un parentesco político con el ex-presidente de la República de Chile, Sebastián Piñera, del cual se despidió tras su fallecimiento trágico mediante su cuenta en la red social Instagram.

## Trayectoria

### Radio
- (2006) Pase lo que pase, conducido por Darío Villarruel (Radio Continental) Productora e investigadora [13]
- (2011-2012) Los que se vienen (Radio Nacional AM 870). Conductora [14]
- (2012) Imán de lo nuevo (Radio Nacional Rock 93.7). Conductora
- (2013) Gente de a pie, conducido por Mario Wainfield (Radio Nacional AM 870). Columnista [14]
- (2013) Mira quién vino (Radio Nacional Rock 93.7). Conductora junto con Iván Schargrodsky
- (2014-2015) Segurola y Habana (Radio Nacional Rock 93.7)
- (2016-) Segurola y Habana Futurock. Conductora

### Televisión
- (2011-2015, 2023) Duro de domar (Canal 9, C5N).
- (2012) Consciente colectivo (Canal Encuentro).
- (2015-2016) El diario (C5N).
- (2015-2016) Intratables (América TV).

### Revista
- Miradas al sur
- Suplemento Ni a palos